# Beauty Generation
Beauty Generation (chinois : 美麗傳承) est un cheval de course pur-sang anglais, né en 2012, spécialiste des courses de plat. Exporté à Hong Kong après une première carrière en Australie, il est devenu l'un des plus grands champions de l'histoire des courses de la péninsule.

## Carrière de courses
Né au haras Highden Stud à Palmerston North en Nouvelle-Zélande, ce poulain bai à quatre balzanes passe sur le ring des ventes de yearlings où il est repéré par Kylie Bax, une ancienne actrice et mannequin bien connue aux antipodes et reconvertie dans le courtage de chevaux. Acquis pour NZ$ 60 000 par un groupe de propriétaires australiens menés par l'entraîneur Anthony Cummings le poulain est nommé Montaigne, castré, et débute à 3 ans le 7 janvier 2016 sur l'hippodrome de Warwick Farm, dans la banlieue de Sydney. Après plusieurs victoires monte au niveau des courses de groupe quelques semaines plus tard où il figure bien, sans toutefois passer le poteau en tête, glanant des accessits dans un groupe 2 et surtout les Rosehill Guineas, un groupe 1. À la fin de la saison australe, au printemps 2017, Montaigne est vendu au Hong-kongais Patrick Kwok Ho Chuen pour deux millions de dollars australiens (environ 1,2 million d'euros). Rebaptisé Beauty Generation, entraîné par John Moore et monté la plupart du temps par Zac Putron, le cheval s'apprête à régner sur le mile de Sha Tin, le seul hippodrome sur lequel il se produira désormais.

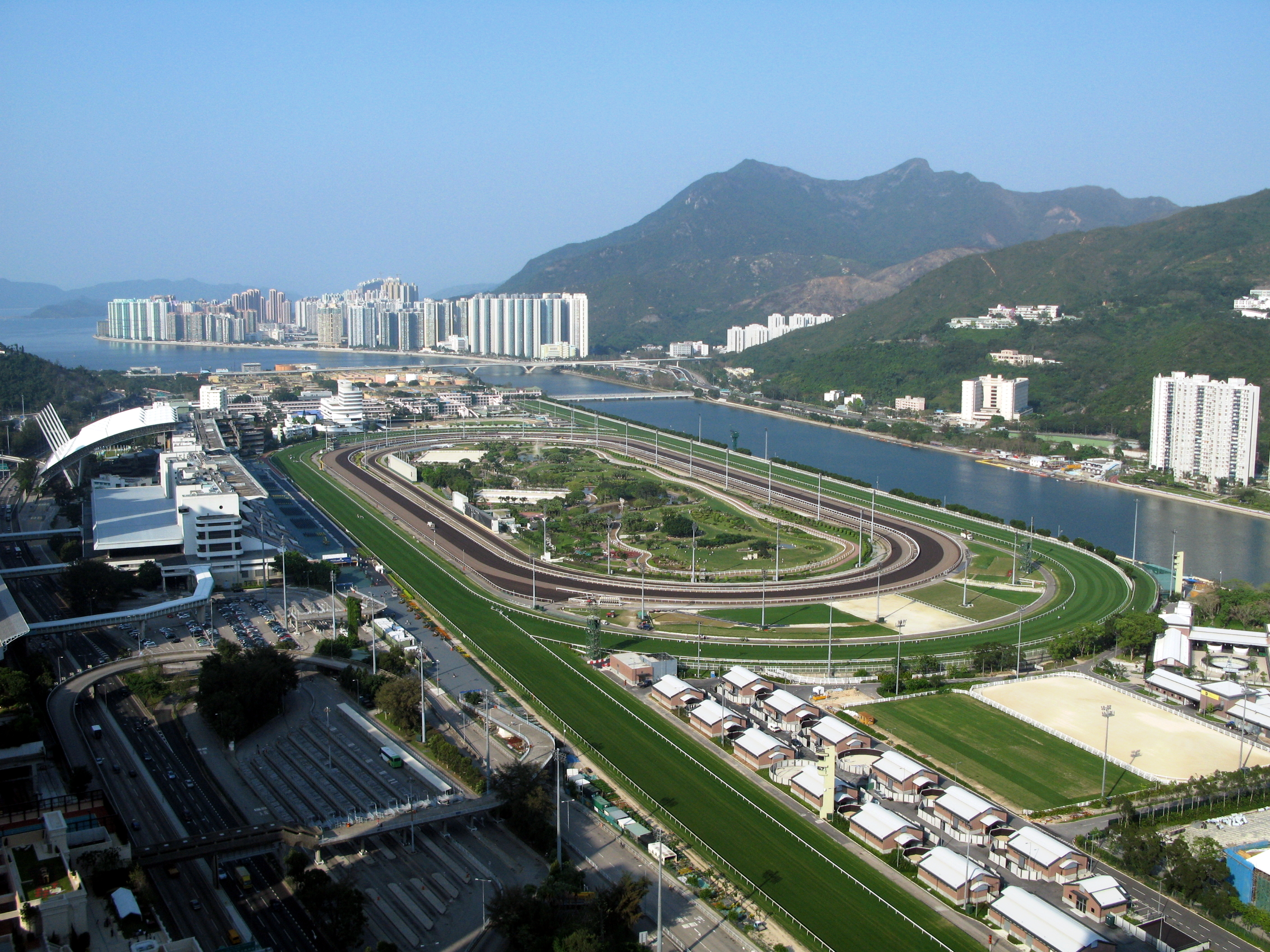
L'hippodrome de Sha Tin

Mais avant de briller au plus haut niveau, Beauty Generation passe par le circuit des handicaps avant de participer aux trois épreuves de la triple couronne des 4 ans remportée cette année-là par celui qui sera élu cheval de l'année à Hong Kong, Rapper Dragon. Il y obtient une bonne troisième place dans le Hong Kong Derby, mais manque encore de régularité. Pour sa deuxième saison, qu'il débute en octobre 2017 (une saison dans l'hémisphère sud se déroulant de l'automne au printemps), Beauty Generation s'impose dans un groupe 3 disputé selon la formule handicap, la Celebration Cup et s'installe dans l'élite des milers hong kongais. Il remporte un premier grand succès international en décembre dans le Hong Kong Mile. Plus irrégulier par la suite, il alterne le bon et le moins bon mais remporte tout de même deux autres groupe 1, la Queen's Silver Jubilee Cup et le Champions Mile qui lui vaut un rating FIAH de 126, sixième rating mondial en 2018 et meilleur rating pour une course sur le mile, ce qui fait de lui officieusement le meilleur miler au monde cette année-là.
La troisième saison de Beauty Generation est parfaite : huit courses, huit victoires dont un doublé dans le Hong Kong Mile et un autre dans le Champions Mile, gratifiée d'un rating FIAH de 127, finalement le quatrième meilleur rating mondial en 2019, ce qui permet au champion de conserver son titre officieux de meilleur miler mondial. La saison 2019/2020 semble partir sur les mêmes bases et commence comme les précédentes, par une nouvelle victoire dans la Celebration Cup. Mais la série de victoires s'arrête à la sortie suivante, lorsqu'il se classe troisième du Sha Tin Trophy, un groupe 2. Par la suite, Beauty Generation se montre très régulier, ne quittant jamais le podium et ajoutant à son palmarès des victoires dans la Queen's Silver Jubilee Cup et le Chairman's Trophy (Gr.2), qui sera son ultime succès.
Durant la trêve estival, Beauty Generation change d'entraîneur, John Moore ayant pris sa retraite, et rejoint les boxes de David Hayes. Mais le cheval prend de l'âge et son entraîneur, jouant la carte de la fraîcheur, décide de faire courir le champion seulement deux fois avant le Hong Kong Mile pour une deuxième place dans la Celebration Cup et une sixième dans le Sha Tin Trophy. À chaque fois, le vainqueur s'appelle Golden Sixty, la nouvelle star de la Péninsule. Dans le Hong Kong Mile, il ne peut faire mieux que cinquième tandis que Golden Sixty s'impose et continue à le déposséder un à un de tous ses records. Et Beauty Generation, qui termine ainsi une riche carrière marquée par huit victoires de groupe 1, en a possédé plus d'un : record de gains, un record de victoires à Hong Kong (18, à égalité avec le sprinter Silent Witness) et le plus haut rating jamais obtenu par un cheval entraîné à Hong Kong.

### Résumé de carrière
| Date               | Hippodrome         | Pays               | Course                    | Statut             | Distance           | Jockey             | Place              | Écart              | Vainqueur ou deuxième |
| 2015 / 2016, 3 ans | 2015 / 2016, 3 ans | 2015 / 2016, 3 ans | 2015 / 2016, 3 ans        | 2015 / 2016, 3 ans | 2015 / 2016, 3 ans | 2015 / 2016, 3 ans | 2015 / 2016, 3 ans | 2015 / 2016, 3 ans | 2015 / 2016, 3 ans    |
| ------------------ | ------------------ | ------------------ | ------------------------- | ------------------ | ------------------ | ------------------ | ------------------ | ------------------ | --------------------- |
| 7 janvier          | Warwick Farm       | Australie          | Maiden                    |                    | 1 100 m            | T. Unground        | 2e / 7             |                    | Cruise Power          |
| 20 janvier         | Warwick Farm       | Australie          | Maiden                    |                    | 1 400 m            | M. Bell            | 1er / 14           |                    | High Spirit           |
| 6 février          | Randwick           | Australie          | Handicap                  |                    | 1 600 m            | J. Collett         | 1er / 14           |                    | Kellyville Flyer      |
| 20 février         | Rosehill           | Australie          | Hobartville Stakes        | Gr. 2              | 1 400 m            | J. Collett         | 3e / 13            |                    | Press Statement       |
| 5 mars             | Randwick           | Australie          | Randwick Guineas          | Gr. 1              | 1 600 m            | J. Collett         | 5e / 13            |                    | Le Romain             |
| 19 mars            | Rosehill           | Australie          | Rosehill Guineas          | Gr. 1              | 2 000 m            | B. Shinn           | 2e / 14            |                    | Tarzino               |
| 26 mars            | Rosehill           | Australie          | H.E. Tancred Stakes       | Gr. 1              | 2 400 m            | D. Oliver          | 4e / 10            |                    | Preferment            |
| 2016 / 2017, 4 ans |                    |                    |                           |                    |                    |                    |                    |                    |                       |
| 27 décembre        | Sha Tin            | Hong Kong          | Chek Keng Handicap        | Class 2            | 1 400 m            | Z. Purton          | 2e / 14            | 3/4                | My Darling            |
| 8 janvier          | Sha Tin            | Hong Kong          | Violet Handicap           | Class 2            | 1 600 m            | Z. Purton          | 1er / 10           | tête               | California Disegno    |
| 22 janvier         | Sha Tin            | Hong Kong          | Hong Kong Classic Mile    |                    | 1 600 m            | Z. Purton          | 3e / 14            |                    | Rapper Dragon         |
| 19 février         | Sha Tin            | Hong Kong          | Hong Kong Classic Cup     |                    | 1 800 m            | Z. Purton          | 11e / 13           |                    | Rapper Dragon         |
| 19 mars            | Sha Tin            | Hong Kong          | Hong Kong Derby           |                    | 2 000 m            | Z. Purton          | 3e / 14            |                    | Rapper Dragon         |
| 9 avril            | Sha Tin            | Hong Kong          | Jinbao Street Handicap    | Class 2            | 2 200 m            | Z. Purton          | 1er / 14           | cte tête           | Eagle Way             |
| 30 avril           | Sha Tin            | Hong Kong          | Queen Mother Memorial Cup | Gr. 3              | 2 400 m            | Z. Purton          | 8e / 13            |                    | Eagle Way             |
| 2017 / 2018, 5 ans |                    |                    |                           |                    |                    |                    |                    |                    |                       |
| 1er octobre        | Sha Tin            | Hong Kong          | Celebration Cup           | Gr. 3              | 1 400 m            | K C Leung          | 1er / 13           | 1 ½                | Seasons Bloom         |
| 22 octobre         | Sha Tin            | Hong Kong          | Sha Tin Trophy            | Gr. 2              | 1 600 m            | K C Leung          | 1er / 13           | tête               | Booming Delight       |
| 19 novembre        | Sha Tin            | Hong Kong          | Jockey Club Mile          | Gr. 2              | 1 600 m            | K C Leung          | 3e / 12            | 1                  | Seasons Bloom         |
| 10 décembre        | Sha Tin            | Hong Kong          | Hong Kong Mile            | Gr. 1              | 1 600 m            | K C Leung          | 1er / 14           | 1                  | Western Express       |
| 28 janvier         | Sha Tin            | Hong Kong          | Stewards' Cup             | Gr. 1              | 1 600 m            | K C Leung          | 7e / 13            | 2                  | Seasons Bloom         |
| 25 février         | Sha Tin            | Hong Kong          | Queen's Silver Jubilee    | Gr. 1              | 1 400 m            | Z. Purton          | 1er / 11           | tête               | Beat The Clock        |
| 8 avril            | Sha Tin            | Hong Kong          | Chairman's Trophy         | Gr. 2              | 1 600 m            | D. Whyte           | 5e / 10            | 2                  | Beuty Only            |
| 29 avril           | Sha Tin            | Hong Kong          | Champions Mile            | Gr. 1              | 1 600 m            | Z. Purton          | 1er / 8            | 1                  | Western Express       |
| 2018 / 2019, 6 ans |                    |                    |                           |                    |                    |                    |                    |                    |                       |
| 1er octobre        | Sha Tin            | Hong Kong          | Celebration Cup           | Gr. 3              | 1 400 m            | Z. Purton          | 1er / 14           | 1 ¾                | Ping Hai Star         |
| 21 octobre         | Sha Tin            | Hong Kong          | Sha Tin Trophy            | Gr. 2              | 1 600 m            | Z. Purton          | 1er / 11           | 1 ¾                | Singapore Sling       |
| 18 novembre        | Sha Tin            | Hong Kong          | Jockey Club Mile          | Gr. 2              | 1 600 m            | Z. Purton          | 1er / 12           | 1/2                | Southern Legend       |
| 9 décembre         | Sha Tin            | Hong Kong          | Hong Kong Mile            | Gr. 1              | 1 600 m            | Z. Purton          | 1er / 7            | 1 ½                | Vivlos                |
| 27 janvier         | Sha Tin            | Hong Kong          | Stewards' Cup             | Gr. 1              | 1 600 m            | Z. Purton          | 1er / 10           | 2                  | Conte                 |
| 24 février         | Sha Tin            | Hong Kong          | Queen's Silver Jubilee    | Gr. 1              | 1 400 m            | Z. Purton          | 1er / 8            | tête               | Beat The Clock        |
| 7 avril            | Sha Tin            | Hong Kong          | Chairman's Trophy         | Gr. 2              | 1 600 m            | Z. Purton          | 1er / 7            | cte tête           | Eagle Way             |
| 28 avril           | Sha Tin            | Hong Kong          | Champions Mile            | Gr. 1              | 1 600 m            | Z. Purton          | 1er / 6            | tête               | Singapore Sling       |
| 2019 / 2020, 7 ans |                    |                    |                           |                    |                    |                    |                    |                    |                       |
| 1er octobre        | Sha Tin            | Hong Kong          | Celebration Cup           | Gr. 3              | 1 400 m            | Z. Purton          | 1er / 10           | 1 ¼                | Ka Ying Star          |
| 20 octobre         | Sha Tin            | Hong Kong          | Sha Tin Trophy            | Gr. 2              | 1 600 m            | Z. Purton          | 3e / 11            |                    | Rise High             |
| 17 novembre        | Sha Tin            | Hong Kong          | Jockey Club Mile          | Gr. 2              | 1 600 m            | Z. Purton          | 3e / 7             |                    | Waikuku               |
| 8 décembre         | Sha Tin            | Hong Kong          | Hong Kong Mile            | Gr. 1              | 1 600 m            | Z. Purton          | 3e / 10            |                    | Admire Mars           |
| 19 janvier         | Sha Tin            | Hong Kong          | Stewards' Cup             | Gr. 1              | 1 600 m            | Z. Purton          | 2e / 7             | enc.               | Waikuku               |
| 16 février         | Sha Tin            | Hong Kong          | Queen's Silver Jubilee    | Gr. 1              | 1 400 m            | Z. Purton          | 1er / 7            | 1/2                | Ka Ying Star          |
| 5 avril            | Sha Tin            | Hong Kong          | Chairman's Trophy         | Gr. 2              | 1 600 m            | Z. Purton          | 1er / 7            | 1/2                | Ka Ying Star          |
| 26 avril           | Sha Tin            | Hong Kong          | Champions Mile            | Gr. 1              | 1 600 m            | Z. Purton          | 2e / 8             | cte tête           | Southern Legend       |
| 2020 / 2021, 8 ans |                    |                    |                           |                    |                    |                    |                    |                    |                       |
| 27 septembre       | Sha Tin            | Hong Kong          | Celebration Cup           | Gr. 3              | 1 400 m            | Z. Purton          | 2e / 11            | 1 ¾                | Golden Sixty          |
| 18 octobre         | Sha Tin            | Hong Kong          | Sha Tin Trophy            | Gr. 2              | 1 600 m            | Z. Purton          | 6e / 12            |                    | Golden Sixty          |
| 13 décembre        | Sha Tin            | Hong Kong          | Hong Kong Mile            | Gr. 1              | 1 600 m            | Z. Purton          | 5e / 10            | 3/4                | Golden Sixty          |

## Origines
Beauty Generation est un fils de l'Australien Road to Rock, double vainqueur de groupe 1 mais qui n'a pas vraiment réussi au haras. La famille maternelle remonte à la jument-base Eulogy, né en 1911, une poulinière britannique exportée en Nouvelle-Zélande où elle est l'ancêtre commun d'un grand nombre de champions océaniens.

### Pedigree
| Origines de Beauty Generation (NZ), hongre bai né en 2012 | Origines de Beauty Generation (NZ), hongre bai né en 2012 | Origines de Beauty Generation (NZ), hongre bai né en 2012 | Origines de Beauty Generation (NZ), hongre bai né en 2012 |
| --------------------------------------------------------- | --------------------------------------------------------- | --------------------------------------------------------- | --------------------------------------------------------- |
| Père Road To Rock 2004                                    | Encosta de Lago 1993                                      | Fairy King                                                | Northern Dancer                                           |
| Père Road To Rock 2004                                    | Encosta de Lago 1993                                      | Fairy King                                                | Fairy Bridge                                              |
| Père Road To Rock 2004                                    | Encosta de Lago 1993                                      | Shoal Creek                                               | Star Way                                                  |
| Père Road To Rock 2004                                    | Encosta de Lago 1993                                      | Shoal Creek                                               | Rolls                                                     |
| Père Road To Rock 2004                                    | Trewornan 1997                                            | Midyan                                                    | Miswaki                                                   |
| Père Road To Rock 2004                                    | Trewornan 1997                                            | Midyan                                                    | Country Dream                                             |
| Père Road To Rock 2004                                    | Trewornan 1997                                            | Miss Silca Key                                            | Welsh Saint                                               |
| Père Road To Rock 2004                                    | Trewornan 1997                                            | Miss Silca Key                                            | Tremiti                                                   |
| Mère Stylish Bel 2005                                     | Bel Esprit 1999                                           | Royal Academy                                             | Nijinsky                                                  |
| Mère Stylish Bel 2005                                     | Bel Esprit 1999                                           | Royal Academy                                             | Crimson Saint                                             |
| Mère Stylish Bel 2005                                     | Bel Esprit 1999                                           | Bespoken                                                  | Vain                                                      |
| Mère Stylish Bel 2005                                     | Bel Esprit 1999                                           | Bespoken                                                  | Vin d'Amour                                               |
| Mère Stylish Bel 2005                                     | Stylish Victory 1986                                      | Durham Ranger                                             | Noholme                                                   |
| Mère Stylish Bel 2005                                     | Stylish Victory 1986                                      | Durham Ranger                                             | Halconera                                                 |
| Mère Stylish Bel 2005                                     | Stylish Victory 1986                                      | Romantic Peace                                            | Mikado                                                    |
| Mère Stylish Bel 2005                                     | Stylish Victory 1986                                      | Romantic Peace                                            | Vorticist (famille : 22-b)                                |